# FV Lauda
Der FV Lauda (offiziell: Fußballverein 1913 Lauda eingetragener Verein) ist ein Fußballverein aus dem tauberfränkischen Lauda-Königshofen im Main-Tauber-Kreis in Baden-Württemberg.

## Geschichte

### 1913 bis 1980: Von der Gründung bis zum Badischen Pokalsieg
| Saison  | Liga                | Platz |
| ------- | ------------------- | ----- |
| 1946/47 | BL Tauber           | 1     |
| 1947/48 | LL Nordbaden        | 12    |
| 1948/49 | BL Odenwald         | 15    |
| 1949/50 | A-Klasse TBB        | 1     |
| 1950/51 | II.AL Odenwald      | 6     |
| 1951/52 | II.AL Odenwald      | 13    |
| 1952/53 | II.AL Odenwald      | 14    |
| 1953/54 | A-Klasse TBB        | 1     |
| 1954/55 | II.AL Odenwald      | 15    |
| 1955/56 | A-Klasse TBB        | 3     |
| 1956/57 | A-Klasse TBB        | 1     |
| 1957/58 | A-Klasse TBB        | 1     |
| 1958/59 | II.AL Odenwald      | 11    |
| 1959/60 | II.AL Odenwald      | 2     |
| 1960/61 | II.AL Odenwald      | 6     |
| 1961/62 | II.AL Odenwald      | 4     |
| 1962/63 | II.AL Odenwald      | 4     |
| 1963/64 | II.AL Odenwald      | 3     |
| 1964/65 | II.AL Odenwald      | 10    |
| 1965/66 | II.AL Odenwald      | 11    |
| 1966/67 | II.AL Odenwald      | 13    |
| 1967/68 | A-Klasse TBB        | 9     |
| 1968/69 | A-Klasse TBB        | 1     |
| 1969/70 | II.AL Odenwald      | 9     |
| 1970/71 | II.AL Odenwald      | 13    |
| 1971/72 | A-Klasse TBB        | 1     |
| 1972/73 | II.AL Odenwald      | 1     |
| 1973/74 | II.AL Odenwald      | 2     |
| 1974/75 | II.AL Odenwald      | 4     |
| 1975/76 | II.AL Odenwald      | 3     |
| 1976/77 | II.AL Odenwald      | 7     |
| 1977/78 | Landesliga Odenwald | 6     |
| 1978/79 | Landesliga Odenwald | 1     |

Der FV Lauda 1913 e. V. wurde am 28. März 1913 gegründet. Mit der Meisterschaft in der II.AL Odenwald in der Saison 1978/79 gelang der erstmalige Aufstieg in die Verbandsliga Baden. Im Juni 1980 wurde der FV Lauda Badischer Pokalsieger.

### 1981 bis 2006: 14 Jahre in der Oberliga Baden-Württemberg
| Saison  | Liga                       | Platz |
| ------- | -------------------------- | ----- |
| 1980/81 | Verbandsliga Baden         | 1     |
| 1981/82 | Oberliga Baden-Württemberg | 10    |
| 1982/83 | Oberliga Baden-Württemberg | 14    |
| 1983/84 | Oberliga Baden-Württemberg | 16    |
| 1984/85 | Verbandsliga Baden         | 2     |
| 1985/86 | Oberliga Baden-Württemberg | 15    |
| 1986/87 | Oberliga Baden-Württemberg | 18    |
| 1987/88 | Verbandsliga Baden         | 3     |
| 1988/89 | Verbandsliga Baden         | 4     |
| 1989/90 | Verbandsliga Baden         | 2     |
| 1990/91 | Verbandsliga Baden         | 3     |
| 1991/92 | Verbandsliga Baden         | 2     |
| 1992/93 | Verbandsliga Baden         | 2     |
| 1993/94 | Verbandsliga Baden         | 5     |
| 1994/95 | Verbandsliga Baden         | 2     |
| 1995/96 | Verbandsliga Baden         | 3     |
| 1996/97 | Verbandsliga Baden         | 1     |
| 1997/98 | Oberliga Baden-Württemberg | 12    |
| 1998/99 | Oberliga Baden-Württemberg | 4     |
| 1999/00 | Oberliga Baden-Württemberg | 2     |
| 2000/01 | Oberliga Baden-Württemberg | 5     |
| 2001/02 | Oberliga Baden-Württemberg | 10    |
| 2002/03 | Oberliga Baden-Württemberg | 6     |
| 2003/04 | Oberliga Baden-Württemberg | 13    |
| 2004/05 | Oberliga Baden-Württemberg | 13    |
| 2005/06 | Oberliga Baden-Württemberg | 17    |

Bei der im Jahr darauf folgenden Teilnahme an der ersten Hauptrunde der DFB-Pokal-Saison 1980/81 zog man erst in der Verlängerung mit 1:2 gegen den VfB Oldenburg den Kürzeren. 1981 stieg die erste Mannschaft des FV Lauda erstmals in die Oberliga Baden-Württemberg auf, nachdem in der Saison 1980/81 der 1. Platz in der Verbandsliga Baden erreicht worden war. Zwischen 1981/82 und 2005/06 spielte der Verein – unterbrochen durch zwei Abstiege (1983/84 und 1986/87) – insgesamt 14 Jahre in dieser Spielklasse. Die Wiederaufstiege in die Oberliga Baden-Württemberg gelangen 1984/85 (durch den 2. Platz in der Verbandsliga Baden) sowie 1996/97 (durch den 1. Platz in der Verbandsliga Baden). 1997 stand der FV Lauda im Endspiel um den Badischen Pokal gegen den VfR Mannheim. Im Juni 2000 wurde mit der Oberliga-Vizemeisterschaft in der damals vierthöchsten Spielklasse in Deutschland die beste Saisonplatzierung der Vereinsgeschichte erreicht. Im selben Jahr stand der FV Lauda auch im Endspiel des Badischen Pokals gegen die Karlsruher SC Amateure.

### 2006 bis 2013: Auf dem Weg zum hundertjährigen Vereinsjubiläum
| Saison  | Liga                                          | Platz |
| ------- | --------------------------------------------- | ----- |
| 2006/07 | Verbandsliga Baden                            | 8     |
| 2007/08 | Verbandsliga Baden                            | 14    |
| 2008/09 | Verbandsliga Baden                            | 8     |
| 2009/10 | Verbandsliga Baden                            | 12    |
| 2010/11 | Verbandsliga Baden                            | 15    |
| 2011/12 | Landesliga Odenwald                           | 10    |
| 2012/13 | Landesliga Odenwald                           | 3     |
| 2013/14 | Landesliga Odenwald                           | 2     |
| 2014/15 | Landesliga Odenwald                           | 1     |
| 2015/16 | Verbandsliga Baden                            | 4     |
| 2016/17 | Verbandsliga Baden                            | 14    |
| 2017/18 | Landesliga Odenwald                           | 1     |
| 2018/19 | Verbandsliga Baden                            | 17    |
| 2019/20 | Landesliga Odenwald (auf Aufstieg verzichtet) | 1     |
| 2020/21 | Landesliga Odenwald                           | 12    |
| 2021/22 | Landesliga Odenwald                           | 3     |
| 2022/23 | Landesliga Odenwald                           | 2     |
| 2023/24 | Landesliga Odenwald                           |       |

Seit 2006/07 gehörte der FV Lauda für fünf Jahre der Verbandsliga Baden an. Danach spielte die erste Mannschaft von 2011 bis 2015 vier Jahre in der Landesliga Odenwald. Im Jahr 2013 wurde zum 100-jährigen Vereinsjubiläum eine Vereinschronik veröffentlicht.

### Gegenwart: Wiederholte Rückkehr in die Verbandsliga Baden
Am Ende der Saison 2014/15 kehrte der FV Lauda als Meister der Landesliga Odenwald in die Verbandsliga Baden zurück. 2017 musste man wieder in die Landesliga absteigen, bevor am Ende der Saison 2017/18 als Meister der Landesliga Odenwald die Rückkehr in die Verbandsliga Baden gelang. 2019 stieg der FV als Tabellenvorletzter wieder in die Landesliga ab.
Im März 2020 musste aufgrund der COVID-19-Pandemie in Deutschland das Sportgelände geschlossen und der komplette Trainingsbetrieb auf unbestimmte Zeit ausgesetzt werden. Der Spielbetrieb wurde vom Badischen Fußballverband ebenfalls ausgesetzt.

## Tauberstadion

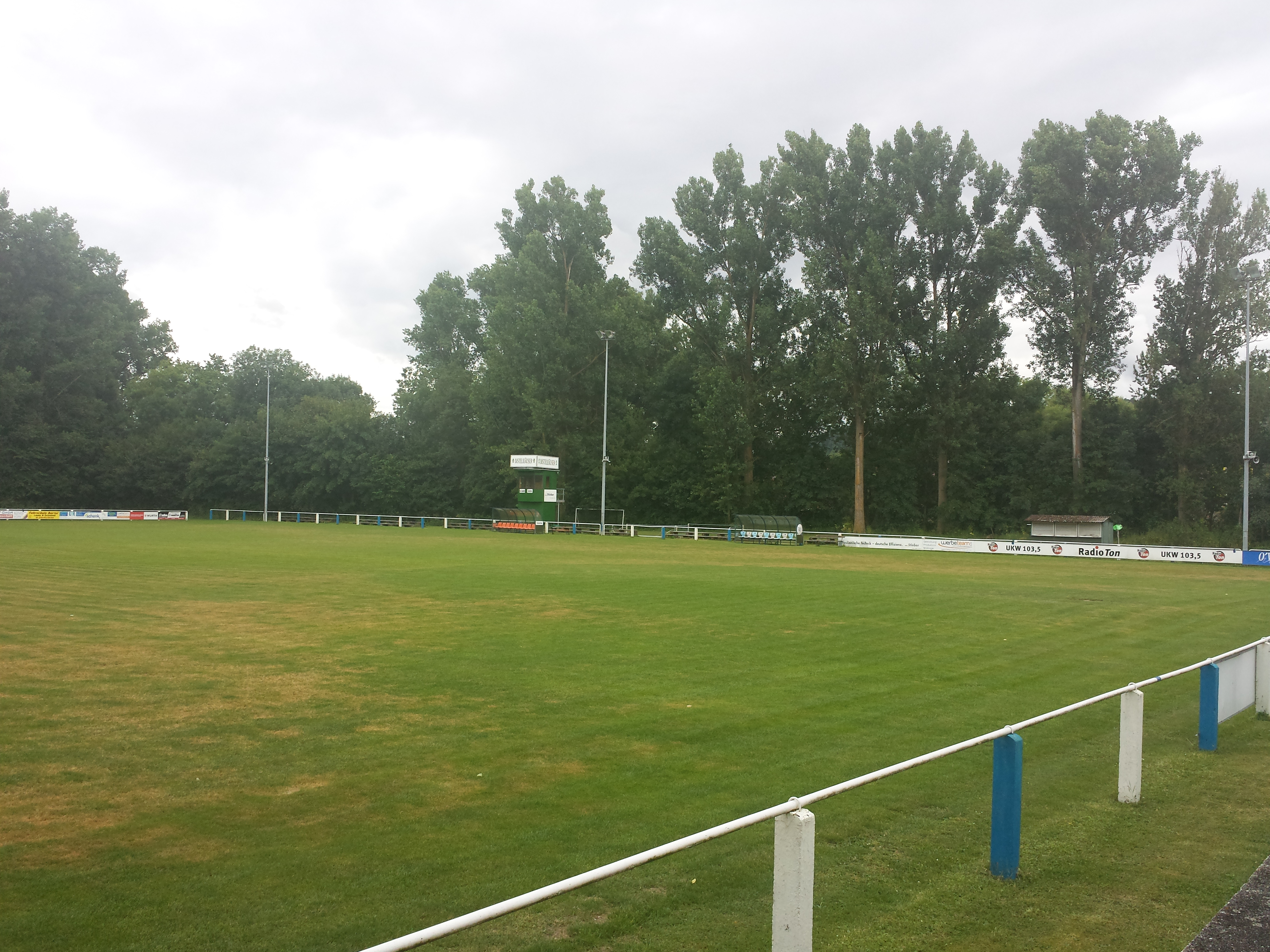
Das Tauberstadion des FV Lauda

Spielstätte ist das 5000 Zuschauer fassende Tauberstadion (Stehplätze, keine Sitzplätze), das über eine Flutlichtanlage verfügt. Die Sportanlage an der Tauber bietet neben dem Hauptplatz im Tauberstadion zwei weitere Rasenpätze für Spiel und Training, auch unter Flutlicht. Am Stadion befindet sich ein Sportheim.

## Erfolge

### Meisterschaft
- Meister BL Tauber: 1947
- Meister A-Klasse TBB: 1950, 1954, 1958, 1969 und 1972
- Meister 2. Amateurliga Staffel Odenwald: 1973
- Meister der Fußball-Landesliga Odenwald: 1979, 2015 und 2018[11]
- Meister Verbandsliga Baden: 1981 und 1997[3]
- Aufstieg in die Oberliga Baden-Württemberg: 1981, 1985 und 1997[3]
- Vize-Meister Oberliga Baden-Württemberg: 2000[3]
- Rang 23 in der Ewigen Tabelle der Fußball-Oberliga Baden-Württemberg

### Pokal
- Badischer Pokalsieger 1980[3]
- 1. Hauptrunde DFB-Pokal Saison 1980/81 (1:2 n. V. gegen VfB Oldenburg)
- Endspielteilnahme beim BFV-Krombacher-Pokal 1997 (gegen VfR Mannheim) und 2000 (gegen Karlsruher SC Amat.)[3]

### Torschützenkönige
- Torschützenkönige der Fußball-Oberliga Baden-Württemberg: 1998/99 (Zdenko Juric; 19 Tore), 1999/00 (Markus Skamrahl; 18 Tore)
- Torschützenkönige der Fußball-Landesliga Odenwald: 2014/15 (Chris Moschüring; 31 Tore),[12] 2017/18 (Goran Jurjevic; 34 Tore)[13]

## Bekannte Spieler und Trainer

### Aus dem Verein hervorgegangene Bundesligaprofis
- Roland Gerber, ehemaliger Bundesligaprofi beim 1. FC Köln, (1× Deutscher Meister und 2× Deutscher Pokalsieger)[3]
- Ralf Vollmer, ehemaliger Bundesligaprofi bei den Stuttgarter Kickers[3]
- Martin Lanig, ehemaliger Bundesligaprofi beim VfB Stuttgart, dem 1. FC Köln und Eintracht Frankfurt[3]

### Weitere bekannte Spieler
- Christopher Bieber, ehemaliger Spieler beim Karlsruher SC und den Würzburger Kickers
- Kevin Conrad, ehemaliger Spieler bei der TSG Hoffenheim, aktuell beim Drittligisten Waldhof Mannheim
- Christian Haas, ehemaliger Spieler bei: TSG 1899 Hoffenheim, SSV Reutlingen 05, SV Sandhausen und VfR Aalen
- Onur Celik, aktuell in der TFF 1. Lig (die zweithöchste Spielklasse im türkischen Fußball)
- Michael Wenczel, ehemaliger Spieler bei: Eintracht Frankfurt, FC Augsburg, FC Ingolstadt
- Harry Griesbeck, ehemaliger Spieler beim VfL Bochum
- Martin Kübler, ehemaliger Spieler beim Karlsruher SC
- Jochen Heisig ehemaliger Spieler beim Karlsruher SC, bei Hannover 96 und 1860 München in der 2. Bundesliga
- Marco Höferth, ehemaliger Juniorennationalspieler (Deutschland U-18) und ehemaliger Spieler beim FC Bayern München II

### Bekannte Spielerinnen
- Jana Kappes, Spielerin beim FC Bayern München (Frauenfußball)

### Bekannte Trainer
Der FV Lauda wurde unter anderem von den folgenden Cheftrainern betreut (in Klammern die Dauer der Tätigkeit):
- Richard Saller (1978–1983 und 1984), Gründer von Sport-Saller
- Martin Kübler (1985–1987)
- Harry Griesbeck (1996–1999 und 2002)
- Werner Habiger (1999–2000)
- Gerd Dais (2000–2002), trainierte neben dem FV Lauda den SV Sandhausen und die Stuttgarter Kickers
- Valentin Herr (2002–2006), ehemaliger Spieler der 2. Bundesliga